# Сикачи-Алян
Сикачи́-Аля́н — национальное нанайское село в Хабаровском районе Хабаровского края, один из центров туризма в крае.
Глава села — Дружинина Н. И. Население по данным 2010 года — 265 человек, по данным 2020 года — 273 человека.

## География

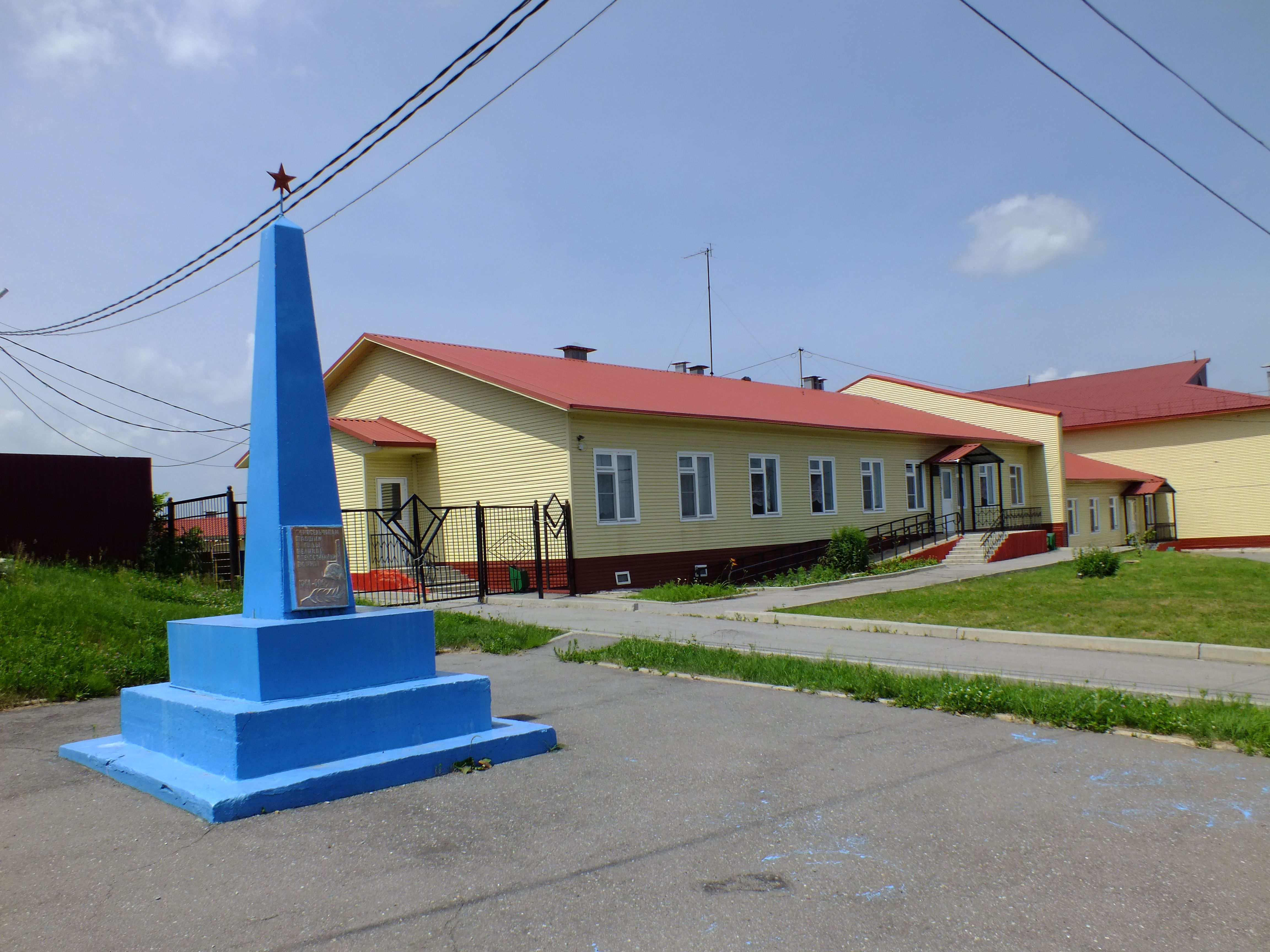
Здание администрации и памятник односельчанам, погибшим на фронте

Расположено в 75 км от города Хабаровска и в 15 км от Петропавловского озера ниже по течению Амура, на его правом берегу.
Дорога к сёлам Чернолесье, Малышево и Сикачи-Алян идёт от 63-го километра автотрассы Хабаровск — Комсомольск-на-Амуре. От села Сикачи-Алян до трассы около 10 км.

## Происхождение названия
По одной из версий, название связано с эвенкийскими словами сики — «мутная вода»; чи — суффикс, свидетельствующий об обладании предметом; алан — перевал, дорога через хребет. Другой вариант перевода этого слова — «прожить годы», «провести время». Иными словами: «Прожить годы около мутной воды», или же — «Перевал, с которого бежит мутная вода», «Перевал с мутной водой».
Другая версия говорит о том, что на старинных картах на месте села изображались три стойбища — Сакачи, Алян и Чора (летнее нанайское стойбище). Сакачи и Алян отстояли друг от друга на некотором расстоянии и лишь позднее слились. В нанайском языке слово сакка (а также — сайка) означает злой дух, душа человека, не попавшего в мир мертвых. Сайка (на слух русскими может восприниматься как сакка) также означает злой дух. Алан в нанайском языке называются, кроме перевала, ещё невысокие горы, сопки и необитаемое место.

## Население
| 1992 | 2002 | 2010 | 2011 | 2012 | 2013 | 2014 |
| ---- | ---- | ---- | ---- | ---- | ---- | ---- |
| 295  | ↗297 | ↘264 | ↗265 | ↘250 | ↗266 | ↗268 |
| 2015 | 2016 | 2017 | 2018 | 2019 | 2020 | 2021 |
| ↗275 | →275 | ↗284 | ↘273 | ↘272 | ↗273 | ↗277 |

## Достопримечательности

Этнографический музей

- Основными достопримечательностями села являются петроглифы, выбитые древними людьми рисунки на базальтовых камнях и имеющие возраст порядка 9-12 тысяч лет и 4-5 тысяч лет. Сами петроглифы расположены в полукилометре от села. Сохранилось около 200 изображений.
- Эколого-туристический комплекс «Велком». Реконструкции различного типа жилищ и музей.
- Этнографический музей, филиал Хабаровского краевого музея имени Н. И. Гродекова. Основан в 2004 году.

|                                           |                                                                  |                        |                   |                            |                                |                                                   |
| Нанайское летнее стойбище, реконструкция. | Принадлежности шамана: бубен, пояс, ритуальные фигурки (сэвэ́ны). | Стол для еды, корзины. | Нанайская посуда. | Нанайские детские игрушки. | Детская одежда из рыбьей кожи. | Нанайский женский костюм и мужская рубаха, ковёр. |

## Галерея

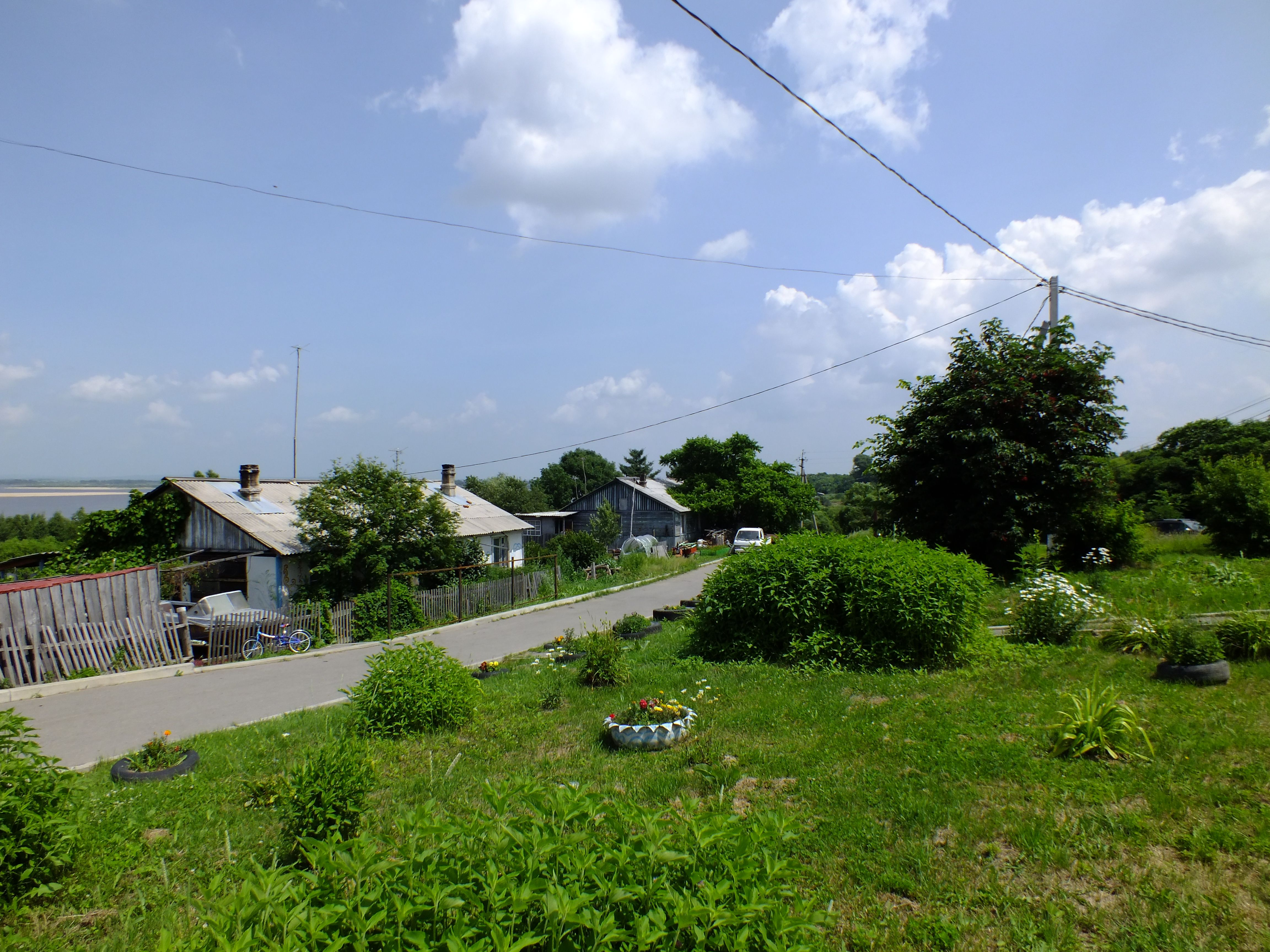
На сельской улице
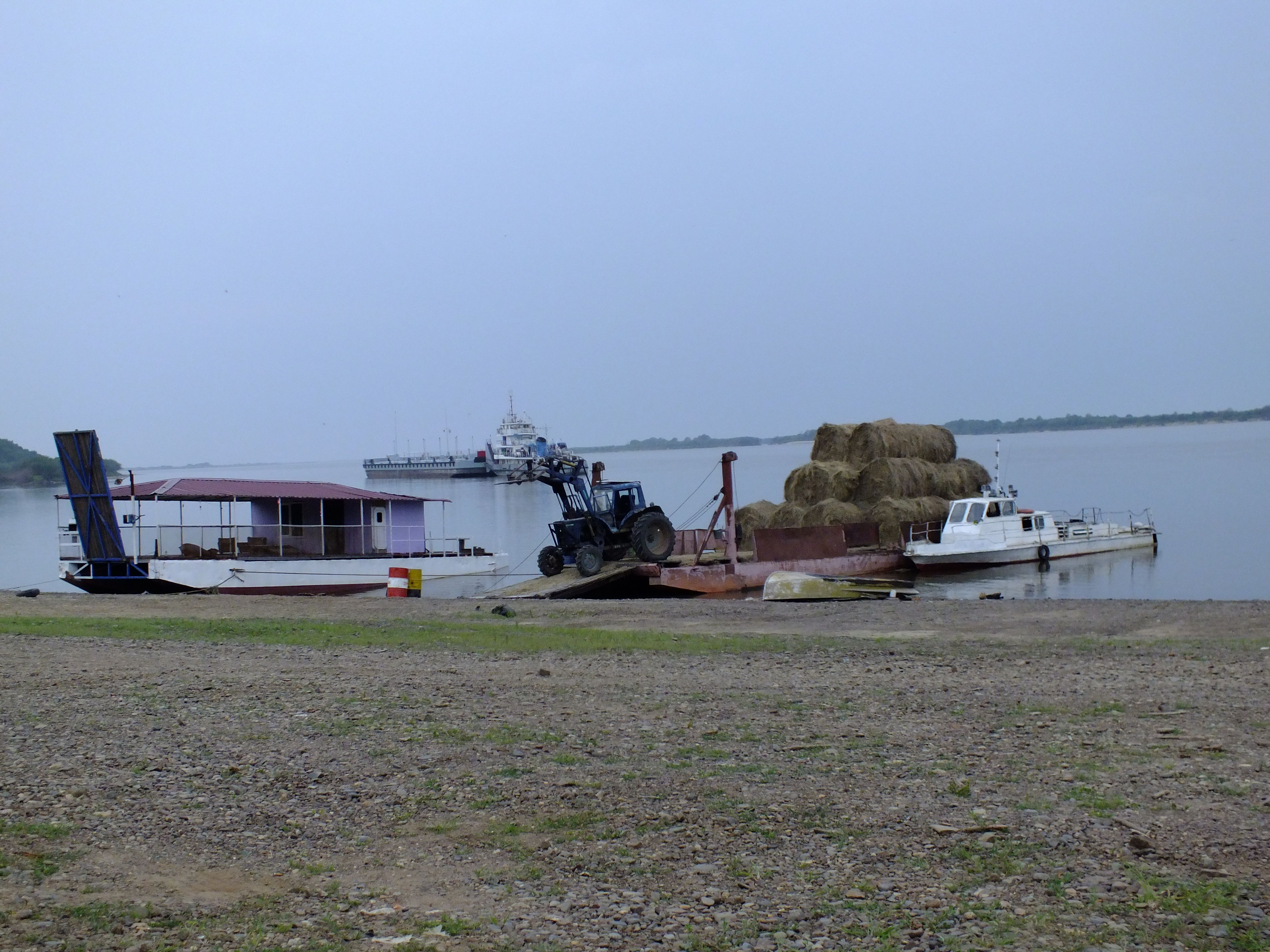
Сено заготавливается в долине Амура и на пароме доставляется в село
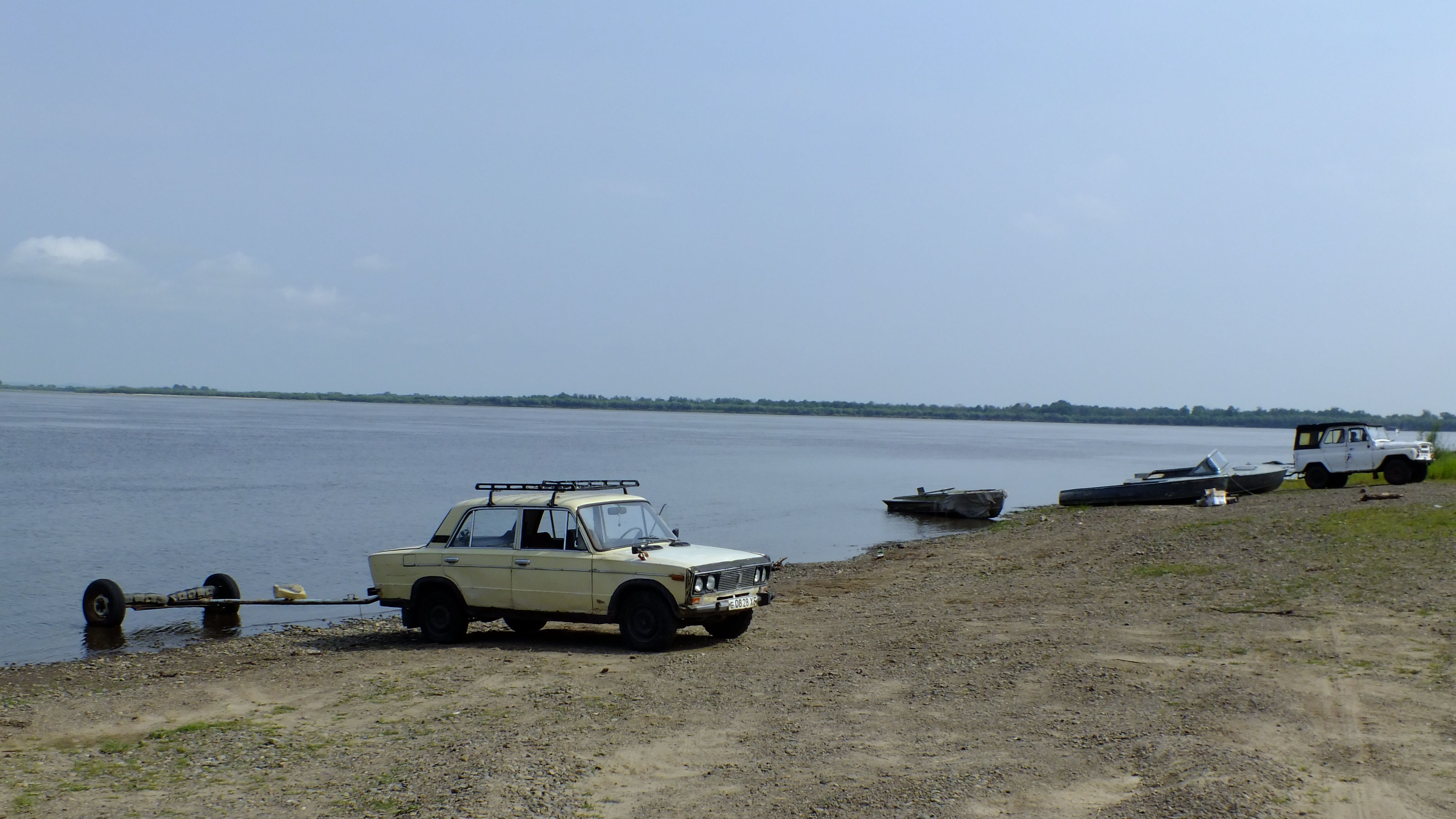
Тягачи лодочных прицепов на берегу Амура, жители села занимаются ловлей рыбы
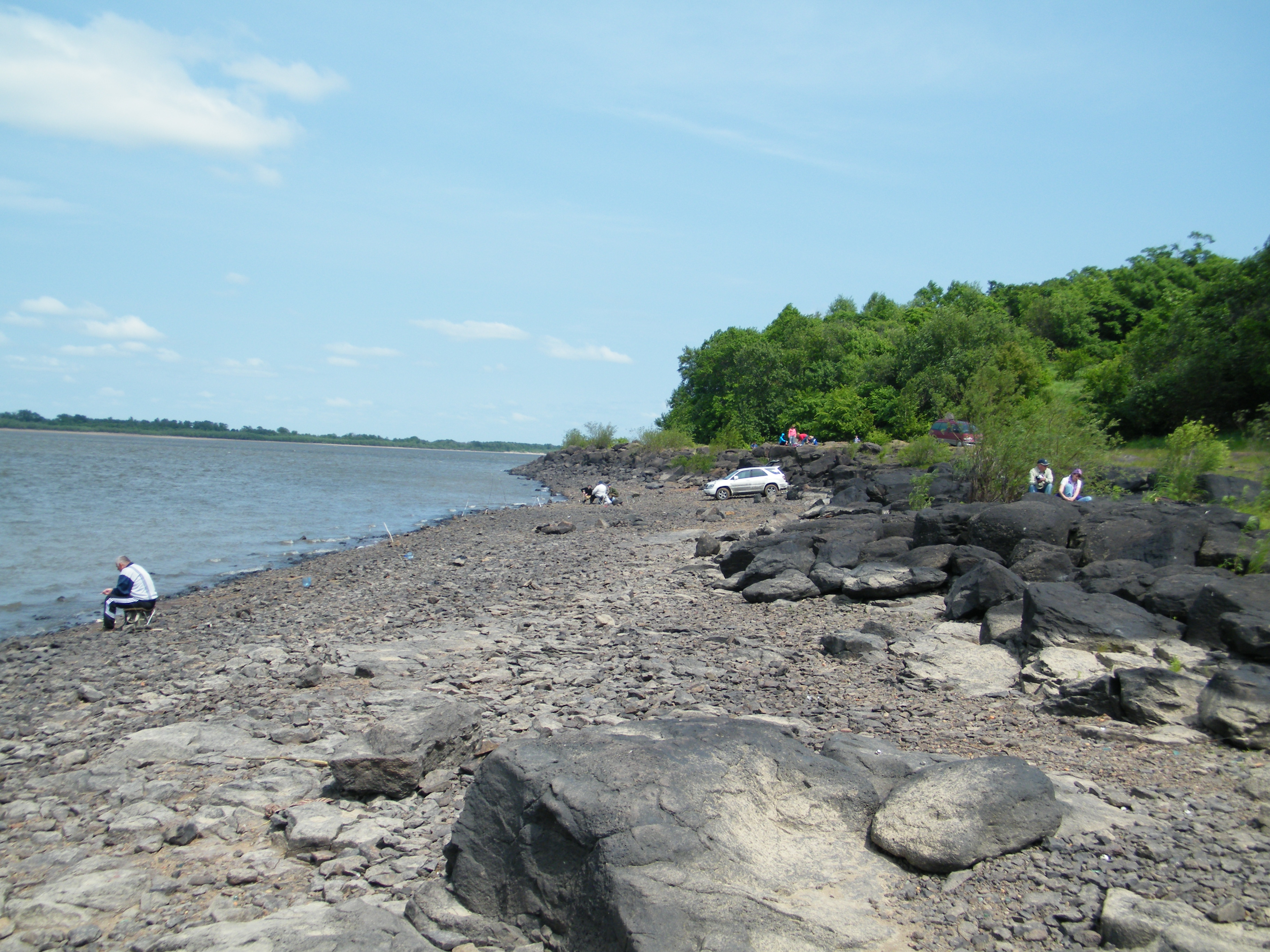
Берег Амура у нижней группы петроглифов